# Schützen-(Füsilier-)Regiment „Prinz Georg“ (Königlich Sächsisches) Nr. 108
Das Schützen-(Füsilier-)Regiment „Prinz Georg“ Nr. 108 war ein Infanterieverband der Sächsischen Armee.

## Organisation

### Unterstellung

#### 1867
- XII. (I. Königlich Sächsisches) Armee-Korps

- 2. Division Nr. 24

- 4. Infanteriebrigade Nr. 48

- Schützen-Füsilier-Regiment Nr. 108

#### 1870
- 3. Armeekorps

- XII. (I. Königlich Sächsisches) Armee-Korps

- 1. Division Nr. 23

- 1. Infanteriebrigade Nr. 45

- Schützen-Füsilier-Regiment Nr. 108

#### 1871 – Okkupationsarmee
- 3. Armeekorps

- XII. (I. Königlich Sächsisches) Armee-Korps

- 2. Division Nr. 24

- 3. Infanterie-Brigade Nr. 47

- Schützen-Füsilier-Regiment „Prinz Georg“ (Königlich Sächsisches) Nr. 108

#### 1880
- XII. (I. Königlich Sächsisches) Armee-Korps

- 1. Division Nr. 23

- 1. Grenadierbrigade Nr. 45

- Schützen-Füsilier-Regiment „Prinz Georg“ (Königlich Sächsisches) Nr. 108

#### 1890
- XII. (I. Königlich Sächsisches) Armee-Korps

- 3. Division Nr. 32

- 6. Infanterie-Brigade Nr. 64

- Schützen-Füsilier-Regiment „Prinz Georg“ (Königlich Sächsisches) Nr. 108

#### Friedensformation 1914
- XII. (I. Königlich Sächsisches) Armee-Korps

- 1. Division Nr. 23

- 2. Infanterie-Brigade Nr. 46

- Schützen-Füsilier-Regiment „Prinz Georg“ (Königlich Sächsisches) Nr. 108

#### 1. Juni 1915
- XII. (I. Königlich Sächsisches) Armee-Korps

- 1. Division Nr. 23

- 1. Infanteriebrigade Nr. 45

- Schützen-Füsilier-Regiment „Prinz Georg“ (Königlich Sächsisches) Nr. 108

### Gliederung

#### 1867
Es wurden drei Schützenbataillone, mit jeweils vier Kompanien gegründet.

#### 1870
Zu den drei Bataillonen wurde ein Ersatzbataillon gegründet, welches zur Aufgabe die Rekrutierung und Ausbildung neuer Soldaten für die Front hatte. Dieses wurde mit Heimkehr im Oktober 1871 wieder aufgelöst.

#### 2. Oktober 1893
Wurden aus allen Kompanien zwei neue Kompanien (13. und 14.) aufgestellt. Diese bildeten das IV. Bataillon und bestand nur bis zum 1. April 1897 (siehe Abgänge).

#### 1. Oktober 1903
Gründung der Maschinengewehrkompanie Nr. 12, die dem I. Bataillon unterstellt war.

#### 1914
Aufstellung von zwei Ersatzbataillonen.

### Abgaben
- 1. April 1881 – zur Bildung des neuen 10. Infanterie-Regiment Nr. 134 wurden die 4., 6. und 12. Kompanie abgegeben.
- 1. April 1887 – zur Bildung des 3. Jäger-Bataillons Nr. 15 musste das Regiment die 5. und 9. Kompanie abgeben. Das Bataillon wurde in Wurzen aufgestellt und nutzte die alte Schützenkaserne der 108er in Wurzen
- 1. April 1897 – das IV. Bataillon (13. und 14. Kompanie wurde nach Kamenz versetzt als Bestandteil des neu formierten 13. Infanterie-Regiment Nr. 178)

## Geschichte
Das Regiment wurde 1866 mit der Einbindung der Sächsischen Armee in den Norddeutschen Bund gegründet. Im Frühjahr 1867 wurde aus der Halbbrigade Leichte Infanterie das Schützenregiment Nr. 108, das 1. Jäger-Bataillon Nr. 12 das 2. Jäger-Bataillon Nr. 13 gebildet.
König Albert ernannte Prinz Georg am 1. April 1867 zum Regimentschef. Ab 11. Juli 1871 führte der Verband die Bezeichnung Schützen-(Füsilier-)Regiment „Prinz Georg“ (Königlich Sächsisches) Nr. 108.

### Ehrenkompanien
Durch die im Regiment vertretenen Mitglieder des Königshauses wurde das Regiment oft für Ehrenformationen eingesetzt.
- 7. Juli 1874 für den Kaiser von Russland
- 2. Juli 1875 für den König von Schweden
- 1891 Ehrenkompanie für die Erzherzogin Luise von Toskana, Gemahlin des Prinzen Friedrich August, damaliger Kommandeur des I. Bataillons, später letzter König von Sachsen
- 22. Oktober 1893 Ehrenwache für den Prinzenpalais von Prinz Georg, anlässlich seines 50-jährigen Militärjubiläums
- 14. April 1894 Empfang der Prinzessin Isabella von Württemberg, Gemahlin des Prinzen Johann Georg, damals Kommandierender des III. Bataillons
- 1897 Besuch des Königs von Siam
- 1898 Empfang des Kaisers Franz Joseph von Österreich am Hauptbahnhof als Ehrenkompanie seiner Majestät.
- 1904 Ehrengeleit des Sarges ihres Regimentschefs König Georg von Sachsen
- 1906 Ehrenformation für die 2. Gemahlin des Prinzen Johann Georg, Prinzessin Maria Immaculata von Bourbon-Sizilien.
- 1906 Ehrenformation für den Erzherzog Franz Ferdinand
- 1908 Ehrenformation für den Herzog Ernst II. von Altenburg

### Auszeichnungen
Das Regiment errang durch seine hervorragenden Schießleistungen in den Jahren 1895, 2. Kompanie (erstes Preisschießen), 1900 die 5. Kompanie und 1908 ebenfalls die 5. Kompanie das Königsabzeichen.
Die sächsischen Truppen sowie die Württemberger und Bayern trugen stets die Königs- statt der Kaiserkrone im Abzeichen. Das Königsabzeichen zeigte zwei gekreuzte Gewehre im Eichenkranz mit der Königskrone. Es wurde auf dem rechten Oberarm der Uniform befestigt und nur von den Mannschaften und Unteroffizieren getragen.
Der Kompaniechef erhielt ein silbernes Schild mit Gravur.
Die Gewinnerkompanie des Schießwettbewerbes erhielt eine bronzene Büste (Kaiserpreis genannt) mit Gravur des Siegerjahres.

### Kaisermanöver
Als Kaisermanöver wurde während der Zeit des Deutschen Kaiserreichs das bedeutendste und umfassendste Militärmanöver bezeichnet, das alljährlich in Gegenwart des Kaisers stattfand. Derartige Großübungen waren zu jener Zeit auch in anderen europäischen Ländern üblich, etwa dem Russischen Kaiserreich, dem Königreich Italien oder der Schweiz.
- 1876 Teilnahme am Großen Kaisermanöver von Leipzig
- 1896 Teilnahme am Manöver bei Görlitz

### Manöverteilnahme im Rahmen der Sächsischen Armee
- 1872 – Zwickauer Land
- 1873 – Zwickauer Mulde
- 1874 – Berge bei Oederan
- 1875 – Freiberger Mulde
- 1876 – Kaisermanöver
- 1877 – Chemnitz
- 1878 – Chemnitz/Zschopau
- 1879 – Voigtland
- 1880 – Dresden Elbauen
- 1881 – Dresden/Riesa
- 1882 – Dresden/Riesa – Kaiser Wilhelm I. und Moltke prüften bei diesem Manöver den Ausbildungsstand der sächsischen Armee.
- 1883 – Zittau
- 1884 – Bergstadt Freiberg
- 1885 – Bautzen
- 1886 – Dippoldiswalde
- 1887 – Mittweida
- 1888 – Voigtland
- 1889 – Oschatz – Kaiser Wilhelm II. wohnte diesem Manöver, auf Einladung des Sächsischen Königs, bei.
- 1890 – Stollberg
- 1891 – Dippoldiswalde
- 1892 – Voigtland
- 1893 – Annaberg
- 1894 – Flöha
- 1895 – Lausitz
- 1896 – Kaisermanöver
- 1897 – Neiße bei Hirschfelde
- 1898 – Leisnig
- 1899 – Durch die Bildung des XIX. Armeekorps nur kleinere Übungen
- 1900 – Sächsische Schweiz
- 1901 – Lausitz
- 1902 – Gebirge nahe Freiberg
- 1903 – Riesa
- 1904 – Kamenz
- 1905 – Gebirge nahe Freiberg
- 1906 – Lausitz
- 1907 – Sächsische Schweiz

### Schaumanöver für die Dresdener Einwohner
- 1877 – Dresden Altstädter Elbufer
- 1878 – Dresden Altstädter Elbufer

Bei diesen Manövern konnten die Einwohner Dresdens zusehen und nach Gefechtsbeendigung mit den Soldaten reden und sich alles erklären lassen. Diese Maßnahme sollte das Verhältnis zwischen den Zivilisten und den Soldaten verbessern.

### Truppenübungsplatz des Regimentes
Ab 1893 wurde der Truppenübungsplatz Königsbrück für Schießübungen genutzt.
Ab 1898 übte das Regiment Gefechtsausbildung und Exerzieren im Regimentsrahmen auf dem neu angelegten Truppenübungsplatz Zeithain.

### Garnison

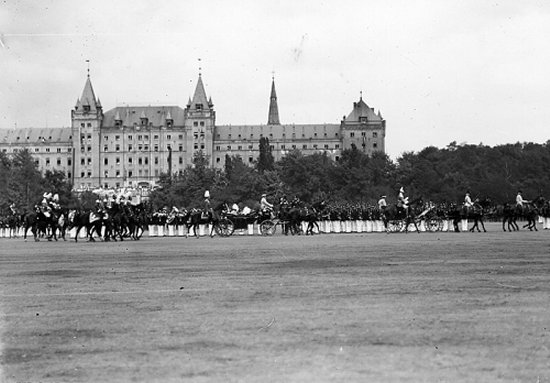
Schützenkaserne am Alaunplatz

Die Kaserne des Schützenregiments befand sich am Alaunplatz in Dresden.
- 1867
  - Leipzig (I., II.)
  - Wurzen (III.)
- 1869
  - Dresden (I., II., III.)
  - 1893–1897 IV. Halbbataillon

## Bewaffnung und Ausrüstung

### Uniform

Regimentsschützen bei einer Übung

Die Schützen behielten die Uniformen der Leichten Infanterie. Grüner Rock und schwarzer Kragen. Die Knöpfe und Unteroffizierstessen blieben gelb.
Ab 1917 wurde im Feld der Tschako gegen den Stahlhelm ausgetauscht. Der Tschako wurde nur noch in Reserve und beim Exerzieren getragen. Das Regiment trug ein messingfarbenes Koppelschloss mit Neusilberauflage, darauf befand sich ein gespiegelte Monogramm „GG“  für Prinz Georg.(RS)

### Bewaffnung
Mit dem Beitritt in den Norddeutschen Bund, wurde das Zündnadel-Füsiliergewehr der Preußischen Armee eingeführt.
Ab 1871 wurde das Gewehr 71 in der Preußischen und Sächsischen Armee als Standardbewaffnung der Infanterie benutzt und ab 1886 bis 1890 das Modell 71/84 der Firma Mauser als erster Mehrlader.
Von 1890 bis 1902 wurde das Modell Gewehr 88 und dann das Gewehr 98 genutzt. Später auch die Weiterentwicklung 98a.
Die Soldaten der Jäger- und Schützenbataillone waren mit einem Hirschfänger als Seitenwehr ausgerüstet. Die Offiziere trugen von Beginn an einen Offizierssäbel; ab 1862 den sächsischen Offizier-Säbel (Es handelt sich hierbei in Wirklichkeit um einen Degen mit gerader Klinge!), welcher 1867 als Infanterie-Offizier-Säbel (Degen) M/1867 neu reglementiert wurde.
Als Kurzwaffen den Revolver M 79, Reichsrevolver M79/83 oder Revolver M 83.

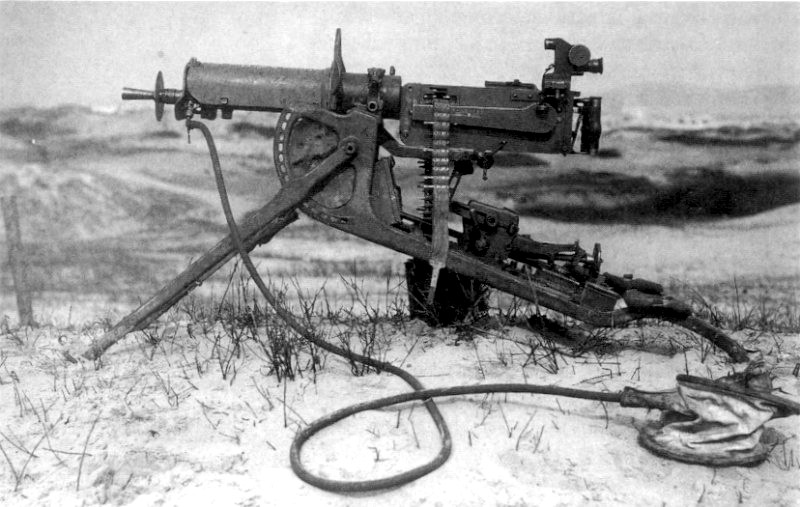
Das MG 08

Die MG-Bataillone waren mit MG 08 oder 08/15 ausgestattet.

## Feldzüge

### Deutsch-Französischer Krieg
Am 26. Juli erfolgte der Abtransport des Regiments Richtung Westen, wo es am 30. Juli beim Fort Montebello den Rhein übertrat. Am 11. August wurde auf Höhe Frauenberg die deutsch-französische Grenze überschritten. Hier ließ der Kronprinz Albert die Division an sich vorbeimarschieren.
Den ersten Verlust an Menschenleben erlitt das Regiment Mitte August bei St. Marie. Der Adjutant des Regiments Leutnant von Minckwitz wurde auf einem Patrouillenritt von einem Scharfschützen tödlich verwundet.
Der Kampf um den Ort St. Marie war die erste Kampfhandlung des Regiments. Gemeinsam mit den Infanterie-Regimentern Nr. 104 und 105 gelang es, den Feind aus dem Ort zu drängen. Diese beiden Regimenter stürmten nach der Eroberung gen Roncourt; als sie aber in starkes Infanteriefeuer gerieten und der Angriff ins Stocken geriet, stürmten auch die 108er gen Roncourt.
Bei diesem Angriff erlitt das Regiment schwere Verluste; auch der Bataillons-Kommandeur Major Allmer starb. Nachdem Roncourt gesichert war, rückte die 45. und die 48. Infanterie-Brigade Richtung St. Privat. Während die Regimenter Nr. 100, 101 und 107 zum Sturm auf St. Privat rückten, diente das 108. als Reserve.
Nachdem die Deutschen die Schlacht von St. Privat gewonnen hatten, wurde das Regiment zur Verwundetenversorgung eingeteilt. Gefangengenommene französischen Soldaten wurden genauso versorgt wie die eigenen Truppen.
Am 23. August marschierte das XII. Armee-Korps Richtung Maas gegen Verdun. Am 24. August begann der Sturm gegen die Festung von Verdun. Nach der Beschießung der Festung mit Artillerie sah der Kronprinz Albert ein, dass ein Sturm zu hohe Verluste kosten würde. Die Festung wurde nur belagert. Das Armeekorps zog am 25. August Richtung Maas, um die Armee von Mac-Mahon zum Kampf zu stellen.
Bei Beaumont entwickelte sich ein starkes Gefecht mit dem 5. französischen Armeekorps. Nachdem die Franzosen die Schlacht bei Beaumont verloren hatten, war es Mac-Mahon nicht mehr möglich, die deutsche Armee zu umgehen.

#### Verluste bei Beaumont
- zwei Tote
- zwei Offiziere und 25 Mann verwundet

Am 31. August stellte sich die französische Armee bei Sedan zur Entscheidungsschlacht. Nach heftigen Kämpfen ergab sich der Französische Kaiser Napoleon III. am 2. September. Zu Beginn der Schlacht wurde das Regiment zur Deckung der bayrischen und sächsischen Artillerie verwandt. Später nahmen die Schützen am Sturm auf die Dörfer La Moncelle und Givonne teil.
Im Rahmen der Schlacht gelang es der 6. Kompanie, sechs Geschütze der Franzosen zu erobern. Zwei dieser Geschütze standen später vor der Schützenkaserne in Dresden.
Die 5., 8. und 11. Kompanie wurde mit dem Abtransport der Gefangenen beauftragt.

#### Verluste bei Sedan
Die Verluste des Regimentes waren im Gegensatz zu anderen Regimentern der Sächsischen Armee gering:
- acht Tote (ein Offizier und sieben Mannschaftsgrade)
- 35 Verwundete.

Nachdem am 4. September in Paris die Republik ausgerufen wurde und die Losung „Kampf bis zum bitteren Ende“ rausgegeben wurde, marschierte das Regiment gemeinsam mit der deutschen Armee Richtung Paris.
Am 19. September wurde der Belagerungsring um Paris geschlossen. Die Maasarmee übernahm die Absperrung der nördlichen und östlichen Vororte von Paris. Das XII. Armee-Korps wurde auf die Orte Lagny, Villevaude, Livry und Neuilly verteilt. Das Schützenregiment wurde in Montfermeil stationiert. Das Fort Rosny war direkt gegenüber der deutschen Stellung.
Immer wieder versuchten die Franzosen auszubrechen. Am 1. Oktober hatte die 9. Kompanie mit einem solchen Ausfall zu kämpfen und am 7. Oktober die 10. Kompanie.
Am 8. Oktober kam es zu einem größeren Ausfallversuch, welcher vom Regiment unter Verlusten zurückgedrängt wurde. Am 11. Oktober kam das Regiment in Reserve. Während der Belagerung waren kaum Verluste zu beklagen, aber der Krankenstand war extrem hoch. Im September betrug er 602 und im Oktober 743. Ursachen waren vor allem das regnerische Wetter und der massenweise Verzehr von Obst, der starken Durchfall verursachte.
Ab dem 3. November wechselte sich das Regiment mit dem 2. Grenadierregiment alle sechs Tage in der Frontstellung ab.
Im Oktober begab sich im Frontabschnitt der Sachsen ein erstaunliches Ereignis: Einwohner der Stadt und der Dörfer, vornehmlich Alte, Frauen und Kinder, sammelten friedlich neben den sächsischen Soldaten Kartoffeln ein.
Ein direkter Befehl der Heeresleitung stellte die Zivilisten unter Schutz. Nach französischen Angaben waren bis zu 20.000 Zivilisten auf den Feldern.
Am 28. Oktober nahmen die Deutschen das Nachbardorf Le Bourget ein. Die französischen Gardegrenadiere mussten sich zurückziehen.
Die Schlacht bei Villiers (Schlachten am 30. November und am 2. Dezember 1870, die unter diesem einen Begriff zusammengefasst werden) war der größte Ausbruchsversuch der Franzosen.
Am 30. Oktober nahm die Garde Le Bourget wieder ein.
Das Regiment wurde im Verband der 24. Division Ende November Richtung Celles kommandiert. Die Orte Brie und Champigny waren an die Franzosen verloren gegangen. Am 1. Dezember erhielten die Schützen den Befehl, den Ort Brie zu säubern. Dieser Befehl wurde aber vom Prinzen Georg wieder zurückgezogen – die Franzosen waren zahlenmäßig zu überlegen. Am 2. Dezember gelang es den Württembergern in Champigny und dem 107. und 104. Regiment in Brie, die Franzosen zu überraschen und die Dörfer einzunehmen. Das I. Bataillon der Schützen unterstützte den Angriff auf Brie. Das II. und III. Bataillon blieb in Reserve.
Der Kommandeur des I. Bataillons, Major Schlick, erkannte, dass im Verlauf des Gefechts die Anhöhen bei Villiers genommen werden mussten. Wenn die Franzosen hier ihre Artillerie aufgestellt hätten, wäre der Ausgang der Schlacht ungewiss gewesen. Die Verluste mehrten sich so sehr, dass der Regimentskommandeur das II. Bataillon ins Gefecht schickte. Beim Vorgehen schloss sich die 4. Kompanie des 2. Jäger-Bataillons Nr. 13 an. Trotz der Unterstützung wurde die linke Flanke der Schützen von neuen Massen angegriffen. Gemeinsam mit den Württembergern wurde Villiers verbissen verteidigt.
Gegen Abend wurde der Regimentsadjutant zum Prinzen Georg geschickt, um auch das III. Bataillon anzufordern. Die Verluste waren verheerend. Dreiviertel aller Offiziere waren tot oder kampfunfähig. Ein Drittel der Mannschaften war kampfunfähig. Die Schützen mussten weichen. Der Prinz gab den Befehl, zwei Kompanien des III. nördlich des I. in die Flanke zu schicken. Diese beiden Kompanien rückten unter starkem Granatfeuer in die Stellung und hielten sich nur eine knappe Stunde. Dann wurde der Rückzug zum Dorfrand von Villiers angetreten.
Trotz des Sieges drängten die Franzosen nicht nach. Am Abend rückte das I. und II. Bataillon nach Celles, das III. Bataillon bezog Vorposten und rückte in der Nacht nach. Der Ausbruchsversuch der Franzosen war gescheitert. Auch wenn die Schützen, gemeinsam mit den Württembergern und des Jägern des 13. Bataillons, ihr Gefecht nicht siegreich beendeten, waren die Verluste der Franzosen so verheerend, dass der Angriff in sich zusammenbrach.

#### Verluste bei Villiers
Die Verluste waren die schwersten seit Bestehen des Regimentes und im ganzen Krieg 1870/71.
| Rang         | Tod | Verwundet | Gefangen |
| ------------ | --- | --------- | -------- |
| Offiziere    | 13  | 23        | 0        |
| Uffz./Manns. | 182 | 428       | 23       |

Die Listen sind nur in Offiziere und Mannschaften unterteilt. Unteroffiziere wurden nicht separat gezählt. Die 23 gefangen genommenen Schützen kehrten unversehrt nach dem Friedensschluss am 1. Februar in die Heimat zurück.
Am 6. Dezember kehrte das XII. Armee-Korps an seinen gewohnten Platz in der Einschließungsarmee zurück. Das Regiment hatte keine weiteren kriegerischen Auseinandersetzungen mit den Franzosen. Nur am 11. Januar wurden 17 Schützen während eines Wagentransportes Richtung St. Quentin bei einem Überfall gefangen genommen. Diese kamen am 18. Februar nach dem Friedensschluss wieder wohlbehalten bei ihren Kompanien an.
Am 7. März fand auf dem Schlachtfeld von Villiers eine große Siegesparade vor dem deutschen Kaiser Wilhelm I. statt.

#### Okkupationszeit in Frankreich
Nach der Auflösung der Maasarmee zog sich das XII. Armee-Korps in das Département Aisne zurück und sollte dort als Sicherung bleiben, um die Umsetzung des Friedensvertrages zu gewährleisten. Die Schützen standen jetzt fast an derselben Stelle wie 1815–1818 ihre Stammeinheit, die Leichte Infanterie. Am 3. Juni erhielt das Regiment den Befehl, sich in das Département Ardennes zu begeben, um dort Sicherungsdienst zu verrichten. Die ersten Teile der 23. Division wurden Richtung Heimat geschickt.
Am 13. September besuchte der König das Regiment, der Präfekt des Départements sprach dem König seine Dankbarkeit für den Schutz und das immer mustergültige Verhalten seiner Schützen aus.
Am 19. Oktober hatte die Stunde der Heimkehr geschlagen. Das Regiment wurde mit der Eisenbahn bis nach Wilsdruff gefahren. Dort sammelte man sich wieder und über Wölfnitz marschierte das Regiment in Dresden ein. In Friedrichstadt wurden die Schützen von einem Blumenmeer und vielen Einwohnern der Stadt begrüßt; dann stellte man sich auf der Weißeritzstraße zur Parade auf. Die Parade wurde vom König persönlich und dessen Bruder, dem Chef des Regiments, angeführt, gefolgt vom sächsischen Kriegsminister Alfred von Fabrice und den restlichen Offizieren der 108er. Auf dem Altmarkt begrüßte der Oberbürgermeister seine „Dresdener Schützen“ und dankte ihnen für den heldenhaften Einsatz in Frankreich. Der Weitermarsch führte die Schützen über die Albertbrücke Richtung Dresden-Neustadt und weiter auf die Königsbrückerstraße. Hier marschierte man in die neue Schützenkaserne am Alaunplatz ein.
Das Regiment wurde nach den Festlichkeiten demobilisiert und das Ersatzbataillon aufgelöst. Der Feldzug war damit für die Schützen, als letzte Einheit der sächsischen Armee, beendet.

### Boxeraufstand
Das Schützenregiment stellte Mannschaften aus zwei Kompanien zur Verfügung, diese wurden für die 3. und 4. Kompanie des 2. Feldregiments verwendet. Aus den vielen freiwilligen Meldungen wurden folgende bestimmt: Oberleutnant von Heynitz sowie ein Sergeant und drei Unteroffiziere sowie 61 Mannschaften. Der Chef des Regiments, Prinz Georg, verabschiedete die Freiwilligen am 20. Juli in Zeithain.
Im August wurde dann die 3. und 4. Kompanie des 6. Ostasiatischen Infanterie-Regiments zusammengestellt. Diese wurden zum größten Teil aus der 7. und 8. Kompanie des Regimentes rekrutiert. Gemeldet hatten sich ein Leutnant, zwei Sergeanten und ein Unteroffizier, sowie 21 Mannschaften.
Es gab nur ein Gefecht mit der Beteiligung von Schützen des Regiments, es war ein Hinterhalt in der Nähe der östlichen Kaisergräber. Es gab nur wenige Verluste, keine Angehörigen des Regiments. Dennoch gab es auch Tote in China. Der Oberleutnant von Heynitz starb bei dem Versuch, einen Soldaten vor dem Ertrinken zu retten. Er verfing sich in Schlingpflanzen. Sein Körper wurde geborgen und mit allen militärischen Ehren in Sachsen begraben. Außerdem starben drei Angehörige des Regimentes an Typhus und der Ruhr.

### Schutztruppe Deutsch-Südwest-Afrika
Die ersten Angehörigen des Regimentes, fünf Mannschaften, traten im April 1904 der Schutztruppe bei. Wenig später gingen 16 weitere Schützen nach Afrika und wurden zum größten Teil in die 6. Kompanie des Freiherren von Humbracht beim 2. Feld-Regiment eingereiht. Dieses Regiment sammelte sich bei Karibib und marschierte sogleich gegen die Hereros. Vom 11. bis zum 13. August wurden diese in der Schlacht am Waterberg fast komplett aufgerieben.
Auch in diesem Feldzug wurden die Schützen stets als Vorhut genutzt, auch das genaue Schießen der Schützen begeisterte ihre Kommandanten.
Im Jahre 1907 wurden aus dem Deutschen Reich neue Soldaten zur Niederschlagung des Aufstands der Herero und Nama entsandt. Von den Schützen gingen ein Leutnant, ein Oberarzt, ein Unteroffizier und 25 Mannschaften. Drei Angehörige des Regimentes sind im Kampf gefallen, fünf Soldaten starben an Typhus.

### Erster Weltkrieg
Das Regiment wurde im Rahmen des XII. Armee-Korps nur an der Westfront eingesetzt.

#### 1914
- 21. bis 23. August – Beteiligung am Massaker von Dinant. Dieses Kriegsverbrechen in Belgien wurde erst im Jahr 2001 durch die Bundesrepublik Deutschland anerkannt.
- 30. August – Bertoncourt
- 3. bis 4. September – Livry
- 7. bis 11. September – Sompuis
- 16. bis 30. September – Schlacht an der Aisne

#### Verluste
Im Verlauf des Ersten Weltkrieges hatte das Bataillon folgende Verluste zu beklagen:
| Rang           | Tod  | Verwundet | Vermisst | Gefangen |
| -------------- | ---- | --------- | -------- | -------- |
| Offiziere      | 67   | 148       | 6        | 14       |
| Unteroffiziere | 270  | 763       | 70       | 112      |
| Mannschaften   | 2020 | 5632      | 465      | 796      |

### Verbleib
Nach Kriegsende marschierte das Regiment in die Garnison zurück und wurde ab 18. Dezember 1918 in Dresden demobilisiert und schließlich aufgelöst. Aus Teilen bildete sich im Februar 1919 das Grenzjäger-Bataillon XI des Freiwilligen Grenzjäger-Regiments 4. Dieses ging im Juni 1919 als II. Bataillon im Grenzjäger-Regiment 38 der Vorläufigen Reichswehr auf.
Die Tradition übernahm in der Reichswehr durch Erlass des Chefs der Heeresleitung, General der Infanterie Hans von Seeckt, vom 24. August 1921 die 2. Kompanie des 10. (Sächsisches) Infanterie-Regiments. In der Wehrmacht führte das I. Bataillon des Infanterieregiments 10 die Tradition fort.

## Regimentschef
| Dienstgrad             | Name              | Datum                               |
| ---------------------- | ----------------- | ----------------------------------- |
| General der Infanterie | Georg von Sachsen | 01. April 1867 bis 15. Oktober 1904 |
| Generalfeldmarschall   | Kaiser Karl I.    | 17. August 1916 bis Auflösung       |

## Kommandeure

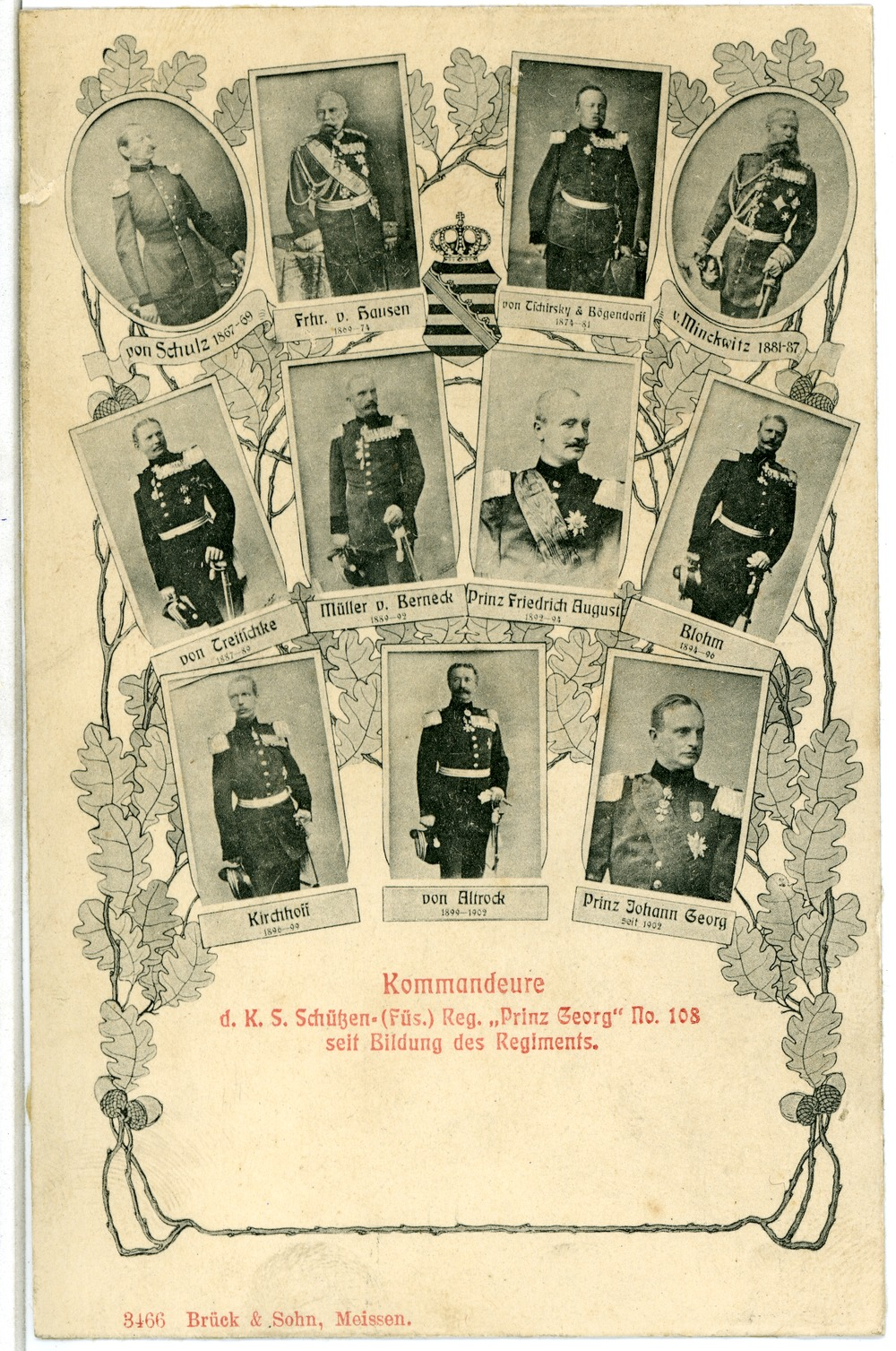
Regimentskommandeure (Postkarte von 1903)

| Dienstgrad            | Name                                 | Datum                                     |
| --------------------- | ------------------------------------ | ----------------------------------------- |
| Oberst                | Julius von Schulz                    | 01. April 1867 bis 30. Juni 1869          |
| Oberst                | Ludwig von Hausen                    | 01. Juli 1869 bis 3. Januar 1874          |
| Oberstleutnant/Oberst | Adolf von Tschirschky und Bögendorff | 04. Januar 1874 bis 4. April 1881         |
| Oberst                | Wilhelm von Minckwitz                | 05. April 1881 bis 31. März 1887          |
| Oberst                | Heinrich Leo von Treitschke          | 01. April 1887 bis 31. Januar 1889        |
| Oberst                | Karl Georg Müller von Berneck        | 01. Februar 1889 bis 21. September 1892   |
| Oberst                | Friedrich August von Sachsen         | 22. September 1892 bis 19. September 1894 |
| Oberst                | Julius Blohm                         | 20. September 1894 bis 18. April 1896     |
| Oberst                | Heinrich Kirchhoff                   | 19. April 1896 bis 25. März 1899          |
| Oberst                | Hugo von Altrock                     | 26. März 1899 bis 15. März 1902           |
| Oberst                | Johann Georg von Sachsen             | 16. März 1902 bis 19. September 1904      |
| Oberstleutnant/Oberst | Alban von Kospoth                    | 20. September 1904 bis 16. Januar 1906    |
| Oberst                | Paul von der Planitz                 | 22. Januar 1906 bis 22. März 1910         |
| Oberst                | Max von Seydewitz                    | 23. März 1910 bis 19. März 1912           |
| Oberstleutnant/Oberst | Woldemar Vitzthum von Eckstädt       | 20. März 1912 bis 26. Januar 1915         |
| Oberstleutnant        | Bernhard von Kielmansegg             | 27. Januar bis 31. Oktober 1915           |
| Oberstleutnant        | Horst von Tümpling                   | 01. November 1915 bis Januar 1919         |

## Denkmal

Denkmal der Gefallenen Schützen in Villiers

Am 9. Oktober 1907 wurde auf dem Schlachtfeld von Villiers ein Denkmal für die Gefallenen Schützen und Jäger eingeweiht. Anwesend waren 90 Teilnehmer der Schlacht und Angehörige der Leipziger Vereins „Jäger und Schützen“.